# NGC 3795
NGC 3795 é uma galáxia espiral (Sbc) localizada na direcção da constelação de Ursa Major. Possui uma declinação de +58° 36' 45" e uma ascensão recta de 11 horas, 40 minutos e 06,7 segundos.
A galáxia NGC 3795 foi descoberta em 18 de Março de 1790 por William Herschel.